# Richard FitzAlan, VIII conde de Arundel
Richard FitzAlan, VIII conde de Arundel (3 de febrero de 1266/7 - 9 de marzo de 1301/2) fue un noble y guerrero anglonormando.

## Linaje
Era hijo de John FitzAlan, VII conde de Arundel e Isabella Mortimer, hija de Roger Mortimer, Barón Wigmore y Maud de Braose. Sus abuelos paternos fueron John Fitzalan, VI conde de Arundel y Maud le Botiller.
Richard era el Lord feudal de Clun y Oswestry en las Marcas Galesas. Tras alcanzar la mayoría de edad en 1289 en el VIII conde de Arundel, al ser convocado al Parlamento en un escrito dirigido específicamente al "Conde de Arundel".
Fue ordenado caballero por Eduardo I de Inglaterra en 1289.

## Lucha en Gales, Gascuña y Escocia
Luchó en las guerras galesas, 1288 a 1294, cuando el castillo galés de Castell y Bere (cercano del actual Towyn) fue asediado por Madog ap Llywelyn. Mandaba la fuerza enviada para aliviar el asedio y también tomó parte en muchas otras campañas en Gales; también en Gascuña 1295-97; y además en las guerras escocesas, 1298-1300.

## Matrimonio y descendencia
Se casó en algún momento antes de que 1285 con Alice de Saluzzo (también conocida como Alesia di Saluzzo), hija de Tomás I de Saluzzo en Italia. Descendencia:
1. Edmund FitzAlan, IX conde de Arundel.
2. John, un sacerdote.
3. Alice FitzAlan, casada con Esteban de Segrave, III Lord Segrave.
4. Margaret FitzAlan, casada con William le Botiller (o Butler).
5. Eleanor FitzAlan, Henry casada con Henry Percy, Baron Percy

## Entierro
Richard y su madre fueron enterrados juntos en el santuario de Haughmond Abbey, lugar estrechamente asociado con la familia FitzAlan.